# Herskovits Mózes
Herskovits Mózes, dr. (Hadas (Szatmár vármegye), 1859. december 30. – Auschwitz, 1944.) rabbi.

## Életpályája
Egyetemi tanulmányait 1884 és 1894 között az Országos Rabbiképző Intézetben és a Budapesti Tudományegyetem Bölcsészettudományi Karán végezte. 1893-ben a budapesti tudományegyetemen bölcsészdoktori címet szerzett. Rabbivá 1895-ben avatták. 1900 és 1944 között ő volt a somogyszili izraelita hitközség rabbija. A hitközség tagjainak száma a két világháború között apadt. Herskovitsot 1944 júniusában Auschwitzba deportálták, ahol 1944-ben elhunyt.

## Munkája
- Kimchi Dávid nyelvtani lexicographiai és szentírásmagyarázati munkáiról; Terbitsch Ny., Bp., 1893

## Fényképe
Róla készült egész alakos fénykép  itt megtekinthető.